# Cayapa jezik
Cayapa jezik (ISO 639-3: cbi; chachi, cha’ palaachi), jezik Cayapa Indijanaca s rijeke Cayapas i pritoka Onzole, Canandé, Sucio, Cojimíes, i još nekih, u džunglama ekvadorske provincije Esmeraldas.
Pripada porodici barbacoan, podskupini cayapa-colorado koju čini zajedno s jezikom colorado. Etnička grupa sebe naziva Chachilla (sing. chachi), dok su u literaturi poznatiji kao Cayapa (ne smiju se brkati s Cayapo Indija ncima iz Brazila.
Kod onih koji žive izolirani, kao i kod starijih osoba i žena, bilingualnost na španjolskom je znatno manja. Ukupno 9 500 govornika (2004).

## Vanjske poveznice
- Ethnologue (14th)
- Ethnologue (15th)